# Campana (Buenos Aires)

Localização de Campana (em marrom) dentro da província de Buenos Aires (em amarelo)

Campana é uma cidade da Argentina localizada na província de Buenos Aires. Junto a Zárate, forma uma importante área industrial da megalópole argentina que se estende entre a Grande La Plata e a Grande Rosário.
Entre as indústrias mais importantes, encontram-se refinarias de petróleo, plataformas agroindustriais, complexos siderúrgicos e metalmecânicos. Possui uma população estimada em 86 860 habitantes (Instituto Nacional de Estatística e Censos da Argentina, 2010).